# ماكس فرايبيرج
ماكس فرايبيرج (بالسويدية: Max Friberg)‏ هو لاعب هوكي جليد سويدي، ولد في 20 نوفمبر 1992 في خوفدة في السويد.

## وصلات خارجية
- ماكس فرايبيرج على موقع دوري الهوكي الوطني (الإنجليزية)
- ماكس فرايبيرج على موقع EliteProspects.com (الإنجليزية)
- ماكس فرايبيرج على موقع Eurohockey.com (الإنجليزية)
- ماكس فرايبيرج على موقع HockeyDB.com (الإنجليزية)
- ماكس فرايبيرج على موقع Hockey-Reference.com (الإنجليزية)
- ماكس فرايبيرج على موقع أوليمبيديا (الإنجليزية)
- ماكس فرايبيرج على موقع اللجنة الأولمبية السويدية (السويدية)